# 電車GO! 新幹線EX 山陽新幹線
電車でGO! 新幹線EX 山陽新幹線編（前名：電車でGO! 新幹線06 山陽新幹線編）是Taito公司，在2007年3月1日於Wii平台上推出的遊戲。

## 遊戲規則

遊戲進行畫面

在遵守駕駛守則下完成路線。在每一車站停車後，會給予玩家一個駕駛評分。若玩家的評分大於或等於合格分數，就算合格；若玩家的評分小於合格分數，就不合格。當玩家完成整條路線、駕駛評分不合格、在非停車位置把列車停定一段時間或有大幅延誤，遊戲便會結束。

### 駕駛加分動作
導致駕駛評分增加的行為包括：
- 在合格停車範圍停定列車
- 準時到達停車站
- 準時經過非停車站（通過駅）
- 根據指定時間經過測時點（定通ポイント）
- 根據指定速度經過測速點（定速ポイント）
- 在發車時緩慢地移動加速桿

### 駕駛扣分動作
導致駕駛評分下降的行為包括：
- 因超過ATC限速而導致ATC系統進行自動減速
- 於加速時超過ATC限速而導致ATC系統進行自動減速（真實模式開啟）
- 到站時間過早或過遲
- 不理會號誌
- 於關門燈亮起前把制動緩解或進行加速
- 使用緊急制動
- 把列車停止一段長時間
- 停車時超過停車合格範圍
- 作出影響乘客的駕駛行為，例如停車時使用制動4檔以上、鳴笛時間過久或太頻繁
- 不進行「ATC確認」程序（真實模式開啟）
- 於非停車位置停車
- 於停車站範圍內，曾經減速後再行加速

### 駕駛難易度標準
| 難易度 | 準時範圍 | 停車合格範圍 | Good/Great測定範圍 | 合格分數 |
| ------ | -------- | ------------ | ------------------ | -------- |
| ★      | ±10秒    | ±5m          | ±30cm              | 60       |
| ★★     | ±8秒     | ±4m          | ±30cm              | 70       |
| ★★★    | ±6秒     | ±3m          | ±30cm              | 80       |
| ★★★★   | ±4秒     | ±1m          | ±30cm              | 85       |
| ★★★★★  | ±2秒     | ±30cm        | ±10cm              | 90       |

## 遊戲模式

### 駕駛模式
在駕駛模式當中，玩家會在畫面左下角（請參考遊戲進行畫面）看到加速與制動的檔位，電門依列車不同有10檔至13檔不等，每一檔提供的列車加速度皆不同，檔位越高加速越快。軔機共8檔，第8檔是緊急軔機，若行駛間啟動緊急軔機（包含超過ATC速限的情況）會扣分。
遊戲畫面左上角（請參考遊戲進行畫面）會顯示列車前方1公里內的ATC速限，以及各種即將到來的號誌。左下角黃色的數字是目前列車的速度，綠色較小的數字是ATC速限，若綠色數字閃動，代表ATC速限即將下降成該速限。若玩家使列車超過ATC速限，緊急軔機就會自動啟動，直到列車速度降到ATC速限以下以前，玩家無法控制列車加速或減速。
此外玩家可切換視角，感受實際駕駛室內的內裝，同時列車時速、電門檔位、ATC速限，也會顯示在駕駛室的操作盤相應的燈號。

### 兒童模式
本遊戲在兒童模式（Kids Mode）中，加入了體感要素。例如：揮動Wii遙控器可讓列車加速、以Wii遙控器指向ATC確認按鈕來模擬實際列車駕駛的確認動作、用Wii遙控器瞄準行進路線上的加分的圖案可獲得少許加分。另外在一般模式中較困難的煞車過程，則被簡化成按一個按鈕即可動作，避免孩童在遊戲過程中遭受過大的挫折感。

### 自由模式
在自由模式（Freerun Mode）中，可以選擇任何遊戲中的車輛、以及起終點車站、出發時間以及天氣來進行遊戲。列車不會受到ATC速限的限制，也會受到路線上下坡的影響改變列車速度。但玩家無法選擇中途停靠車站，在停靠站會強制列車停車。

## 遊戲資料

### 收錄列車
- 0系：NH、SK、R、WR、Q、R(翻新車)R+WR並聯編組
- 100系：G、V、P、P(翻新車)、K(翻新車)編組
- 300系：F編組
- 500系：W編組
- 700系：E(Railstar)、B編組

### 收錄路線
- 山陽新幹線：新大阪 — 博多 上、下行
- 博多南線：博多 — 博多南 上、下行

### 駕駛模式路線

#### 入門
| 編號 | 列車名稱 | 使用列車           | 遊戲路段    | 天氣 | 難易度 | 隱藏路線 |
| ---- | -------- | ------------------ | ----------- | ---- | ------ | -------- |
| 01   |          | 700系E編組         | 岡山→福山   | 晴   | ★      | 否       |
| 02   |          | 0系R編組(翻新車)   | 岡山→廣島   | 晴   | ★      | 否       |
| 03   |          | 500系W編組         | 新大阪→廣島 | 晴   | ★      | 否       |
| 04   |          | 700系E編組         | 姫路→新山口 | 晴   | ★      | 否       |
| 05   |          | 100系P編組(翻新車) | 博多→小倉   | 晴   | ★      | 否       |
| 06   |          | 300系F編組         | 岡山→新大阪 | 晴   | ★      | 否       |
| 07   |          | 700系B編組         | 博多→岡山   | 晴   | ★      | 否       |

#### 上行
| 編號 | 列車名稱 | 使用列車           | 遊戲路段      | 天氣  | 難易度 | 隱藏路線           |
| ---- | -------- | ------------------ | ------------- | ----- | ------ | ------------------ |
| 01   |          | 0系R編組(翻新車)   | 博多→岡山     | 晴→陰 | ★      | 否                 |
| 02   |          | 300系F編組         | 三原→新大阪   | 陰→晴 | ★★     | 是                 |
| 03   |          | 700系E編組         | 廣島→新大阪   | 雨    | ★★     | 否                 |
| 04   |          | 700系B編組         | 廣島→新大阪   | 晴    | ★★     | 否                 |
| 05   |          | 700系B編組         | 博多→新大阪   | 雪→陰 | ★★     | 否                 |
| 06   |          | 0系R編組           | 博多南→新大阪 | 晴→陰 | ★★     | 是                 |
| 07   |          | 100系G編組         | 博多→新大阪   | 陰→雨 | ★★     | 是                 |
| 08   |          | 500系W編組         | 博多→新大阪   | 陰→雨 | ★★★    | 否                 |
| 09   |          | 100系P編組(翻新車) | 廣島→岡山     | 雪→雨 | ★★★    | 否                 |
| 10   |          | 700系E編組         | 博多南→新大阪 | 晴→陰 | ★★★    | 否                 |
| 11   |          | 0系SK編組          | 博多→新大阪   | 雨→陰 | ★★★    | 是                 |
| 12   |          | 300系F編組         | 博多→新大阪   | 晴→雨 | ★★★★   | 是                 |
| 13   |          | 0系NH編組          | 博多→新大阪   | 晴    | ★★★★   | 是                 |
| 14   |          | 100系P編組         | 博多→廣島     | 雪    | ★★★★   | 是                 |
| 15   |          | 500系W編組         | 博多→新大阪   | 晴    | ★★★★   | 是                 |
| 16   |          | 100系K編組(翻新車) | 新岩國→新大阪 | 陰    | ★★★★★  | 否                 |
| 17   |          | 0系R編組           | 廣島→新大阪   | 雷雨  | ★★★★★  | 是                 |
| 18   |          | 0系R編組           | 博多南→新大阪 | 晴    | ★★★★★  | 否（假日才會出現） |

#### 下行
| 編號 | 列車名稱 | 使用列車           | 遊戲路段    | 天氣  | 難易度 | 隱藏路線 |
| ---- | -------- | ------------------ | ----------- | ----- | ------ | -------- |
| 01   |          | 0系NH編組          | 新大阪→博多 | 晴    | ★      | 是       |
| 02   |          | 700系E編組         | 廣島→博多   | 晴    | ★★     | 否       |
| 03   |          | 500系W編組         | 新大阪→博多 | 晴→雨 | ★★     | 是       |
| 04   |          | 0系WR編組          | 姫路→廣島   | 晴→雨 | ★★     | 是       |
| 05   |          | 0系R編組(翻新車)   | 新大阪→廣島 | 陰    | ★★     | 否       |
| 06   |          | 0系SK編組          | 新大阪→博多 | 晴    | ★★     | 是       |
| 07   |          | 100系P編組(翻新車) | 岡山→博多南 | 雪→雨 | ★★     | 否       |
| 08   |          | 0系R+WR編組        | 新大阪→博多 | 雪    | ★★★    | 是       |
| 09   |          | 100系G編組         | 新大阪→廣島 | 晴    | ★★★    | 是       |
| 10   |          | 700系E編組         | 新大阪→博多 | 陰→雨 | ★★★    | 否       |
| 11   |          | 0系Q編組           | 廣島→博多南 | 雨    | ★★★    | 是       |
| 12   |          | 300系F編組         | 新大阪→博多 | 陰→晴 | ★★★★   | 否       |
| 13   |          | 300系F編組         | 新大阪→岡山 | 晴    | ★★★★   | 是       |
| 14   |          | 100系V編組         | 新大阪→博多 | 陰→雪 | ★★★★   | 是       |
| 15   |          | 700系B編組         | 新大阪→博多 | 雨→陰 | ★★★★   | 否       |
| 16   |          | 700系B編組         | 新大阪→岡山 | 雷雨  | ★★★★★  | 否       |
| 17   |          | 500系W編組         | 新大阪→博多 | 雪→陰 | ★★★★★  | 是       |
| 18   |          | 100系K編組(翻新車) | 新大阪→博多 | 晴→陰 | ★★★★★  | 否       |

### 兒童模式路線
| 編號 | 列車名稱 | 使用列車           | 遊戲路段    | 天氣  | 難易度 | 隱藏路線 |
| ---- | -------- | ------------------ | ----------- | ----- | ------ | -------- |
| 01   |          | 0系R編組(翻新車)   | 岡山→新倉敷 | 晴    | ★      | 否       |
| 02   |          | 100系P編組(翻新車) | 廣島→新尾道 | 雪→雨 | ★★★    | 否       |
| 03   |          | 300系F編組         | 廣島→博多   | 陰→晴 | ★★★★   | 否       |
| 04   |          | 500系W編組         | 博多→廣島   | 陰→雪 | ★★★    | 是       |
| 05   |          | 700系E編組         | 廣島→岡山   | 雨    | ★★     | 是       |
| 06   |          | 700系B編組         | 新大阪→岡山 | 晴    | ★★★★★  | 是       |